# Norvald Tveit
Norvald Tveit, född den 22 december 1927, död 2 maj 2022, var en norsk författare. Han gav bland annat ut biografin Jakob Sande – ein diktar og hans miljø (1974), barnboken Silje (1977) och kriminalromanen Tre døde før daggry (1983). Tveit skrev också manus till ett flertal skådespel, bland annat Splint (1977), West Land Story (1980), Vi som elskar mor (1983) och I Satans vald (1986).